# استدی‌کم
استدی‌کم (به انگلیسی: Steadicam) وسیله‌ای است که برای تثبیت تصویر و حذف حرکات ناخواسته دوربین‌های فیلم‌برداری مورد استفاده قرار می‌گیرد. حذف لرزش دوربین در این وسیله به صورت مکانیکی صورت می‌گیرد و حرکت دوربین از حرکت فیلم‌بردار، مستقل می‌شود. با استفاده از استدی‌کم می‌توان هنگام حرکت سریع حتی روی سطوح ناهموار، تصاویر بسیار نرم و بدون لرزشی ثبت کرد. استدی‌کم با توجه به نوع دوربین و محیطی که از آن استفاده می‌شود می‌تواند شکل‌های گوناگونی داشته باشد. گرت براون، فیلم‌بردار آمریکایی، این وسیله را در سال ۱۹۷۵ اختراع کرده است. از زمان اختراع تاکنون استدی‌کم نقش پررنگی در فیلم‌سازی و دنیای ورزش داشته است.

## تاریخچه
گرت براون که در فیلادلفیا به ساخت فیلم و تبلیغات مشغول بود، به دلیل این که از کار کردن با دالی و دوربین‌های بزرگ و حجیم خسته شده بود به دنبال راهی می‌گشت تا بتواند آزادانه همراه با دوربین حرکت کرده و در عین حال تصاویر نرم و بدون لرزشی را ثبت کند. او دوربین را به یک لوله با میله‌ای به شکل t متصل کرد؛ با این کار می‌توانست مرکز ثقل وسیله را در اختیار داشته باشد. سال ۱۹۷۳ این وسیله‌ی میله‌ای شکل به مینی‌کرینی به شکل متوازی‌الأضلاع تبدیل شد. گرت برای دیدن صحنه، یک منظره‌یاب اپتیکی فیبری را از دوربین به چشم خود وصل کرد. این ابزار وزن زیادی داشت بنابراین گرت براون سیستم پشتیبانی اختراع کرد که از یک ریسمان کشسان به طول تقریبی ۳ متر و چند قرقره درست شده بود. در نهایت ت‍ـثبی‍ــت-
کننده‌ی براون (Brown Stabilizer) یا همان استدی‌کم امروزی اختراع شد.
گرت براون «۳۰ نمای غیرممکن» را به عنوان یک حلقه فیلم کوتاه ایجاد کرد؛ او به این دلیل نام آن را غیرممکن گذاشت چون صحنه‌های گرفته شده در آن با تکنولوژی هالیوود قابل دست‌یابی نبود. این فیلم کوتاه اولین استفاده‌ی سینمایی از استدی‌کم بود که در آن از شنای یکی از دوستان خود داخل استخر و دویدن همسرش در یک پارک و موزه‌ی هنر فیلادلفیا تصویربرداری کرده بود. او این قطعه فیلم‌ها را به EdDiGiulio (شرکت محصولات سینما) نشان داد. یک سال بعد، استدی‌کم برای اولین بار در یک فیلم سینمایی مورد استفاده قرار گرفت؛ فیلم در راه افتخار که هسکل وکسلر، مدیر فیلم‌برداری آن جایزه‌ی اسکار بهترین فیلم‌برداری را به دست آورد. مدت کوتاهی بعد از این فیلم، استدی‌کم در فیلم‌های ماراتن من و راکی مورد استفاده قرار گرفت. به اشتباه تصور می‌شود که راکی نخستین فیلمی است که در آن از استدی‌کم استفاده شده است در حالی که این فیلم بعد از در راه افتخار و ماراتن من، سومین فیلم استفاده‌کننده از این وسیله است.
بعد از ثبت اختراع، در سال ۱۹۷۸ آکادمی علوم و هنرهای سینما به گرت براون و شرکت محصولات سینما به خاطر کار برجسته‌ی آن‌ها در ساخت استدی‌کم، جایزه‌ی اسکار اعطا کرد. به دنبال آن سال ۱۹۸۸ جایزه امی از طرف آکادمی علوم و هنرهای تلویزیون به آن‌ها اعطا شد.

## کاربرد
قبل از این که سیستم‌های تثبیت‌کننده‌ی دوربین همانند استدی‌کم به وجود آیند، کارگردانان برای صحنه‌هایی که در آن دوربین باید حرکت می‌کرد، دو انتخاب داشتند:
- استفاده از دالی که راه‌اندازی آن زمان‌بر بود و در مکان‌ها و شرایط خاص، امکان استفاده از آن نبود.
- فیلم‌بردار، خود، دوربین را نگه می‌داشت که سرعت و انعطاف را بالا می‌برد ولی حتی ماهرترین فیلم‌بردارها هم قادر به حذف تمام لرزش و تکان دوربین نبودند.*[۶]

تکنیک‌های بالا هنوز هم مورد استفاده قرار می‌گیرند ولی استدی‌کم بُعد تازه‌ای را در عرصه‌ی فیلم‌بردای ایجاد کرده است. می‌توان استدی‌کم را آمیزه‌ای از تصاویر بدون لرزش سه‌پایه‌ی فیلم‌برداری، حرکت روان دالی و انعطاف فیلم‌برداری با دست دانست.

## واژه‌شناسی
با وجود این که کلمه‌ی «Steadicam» نام یک برند تجاری است، تا حدودی می‌توان آن را کلی در نظر گرفت و به هر نوع برند استدی‌کم اطلاق کرد.

## در ایران
متأسفانه با وجود این که حدود ۴۰ سال از اختراع استدی‌کم می‌گذرد، استفاده از آن در ایران بسیار کم و محدود است. 

## نگارخانه

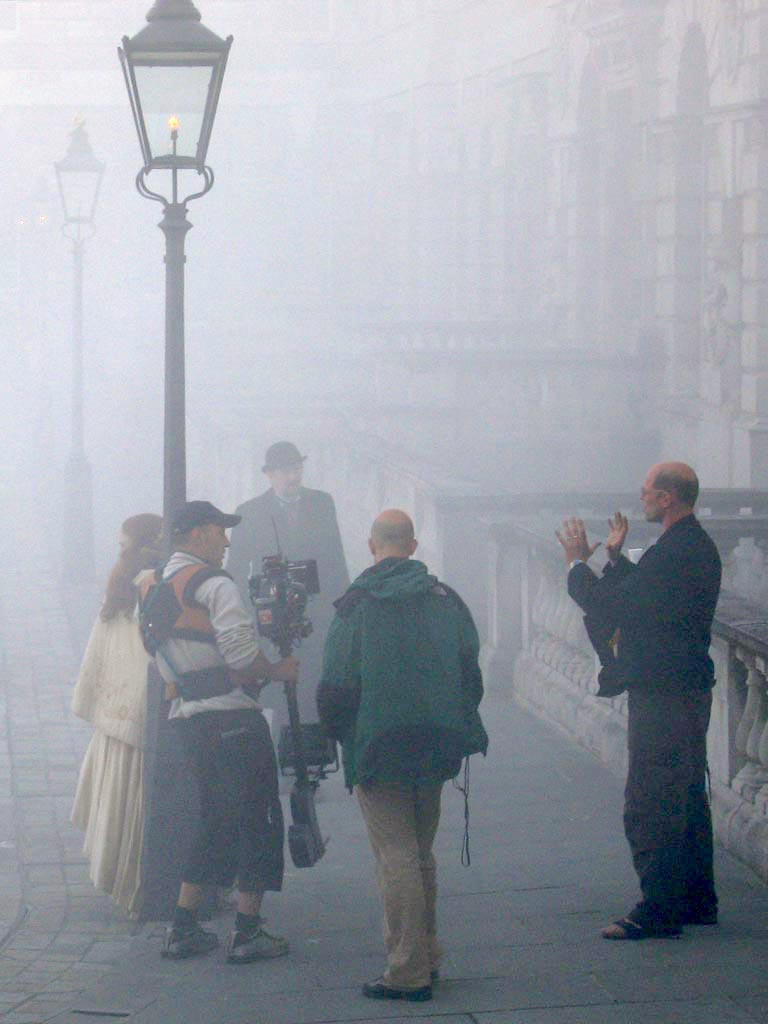
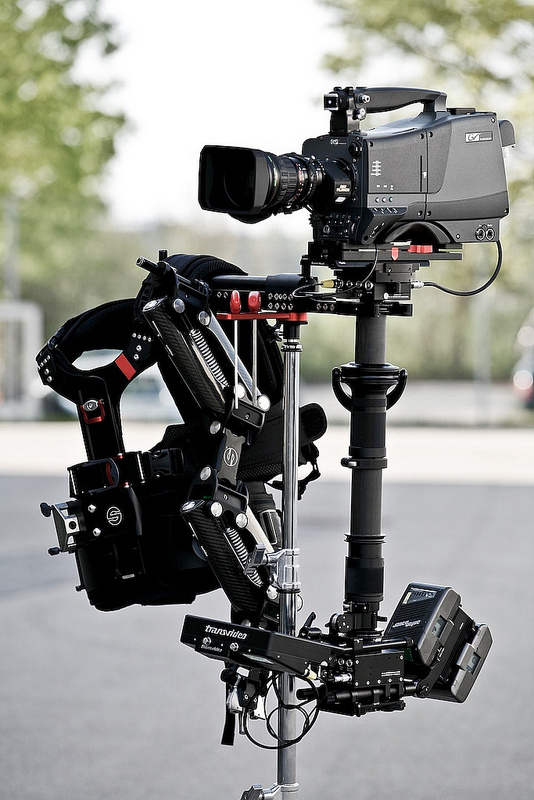
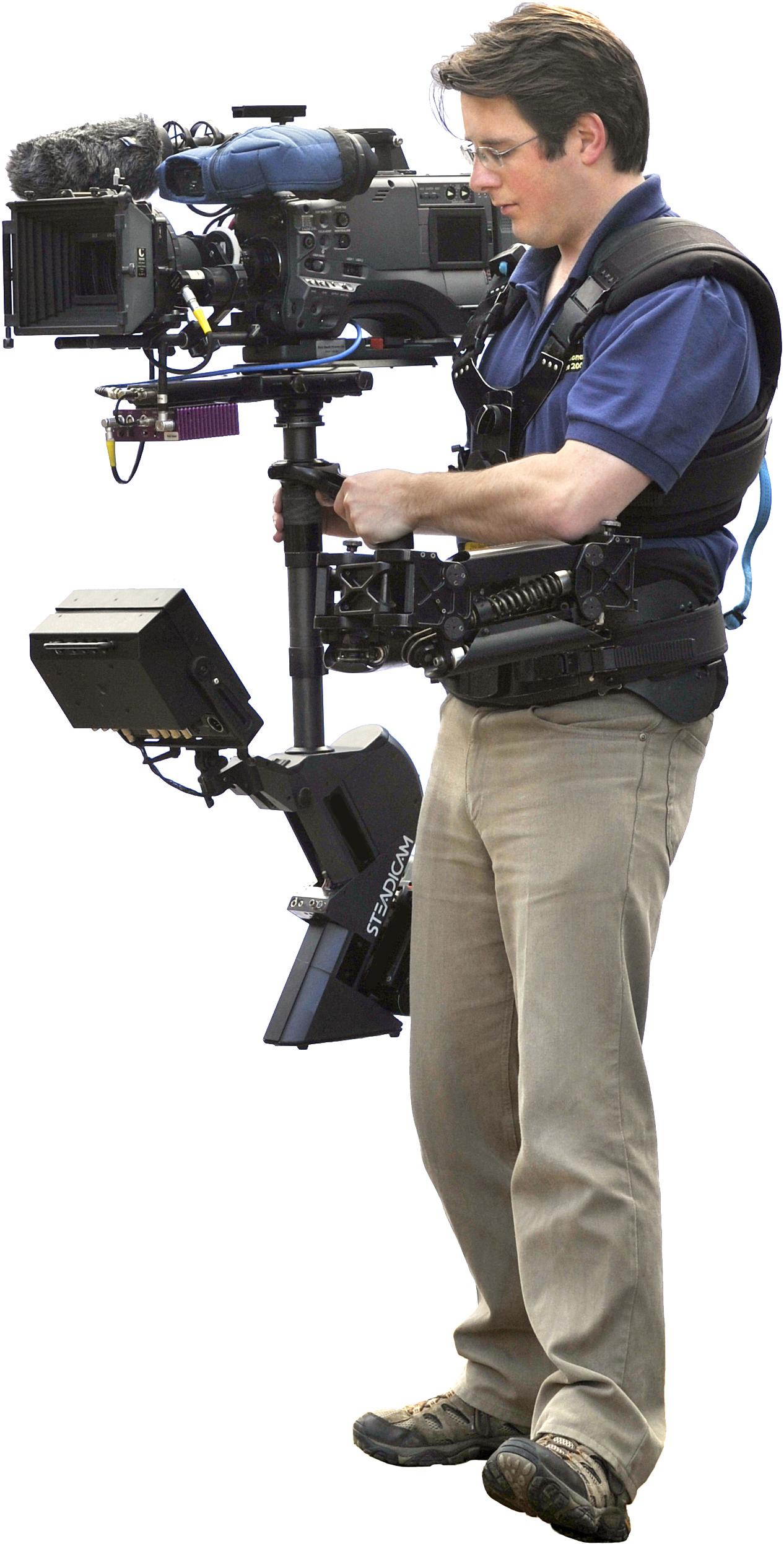
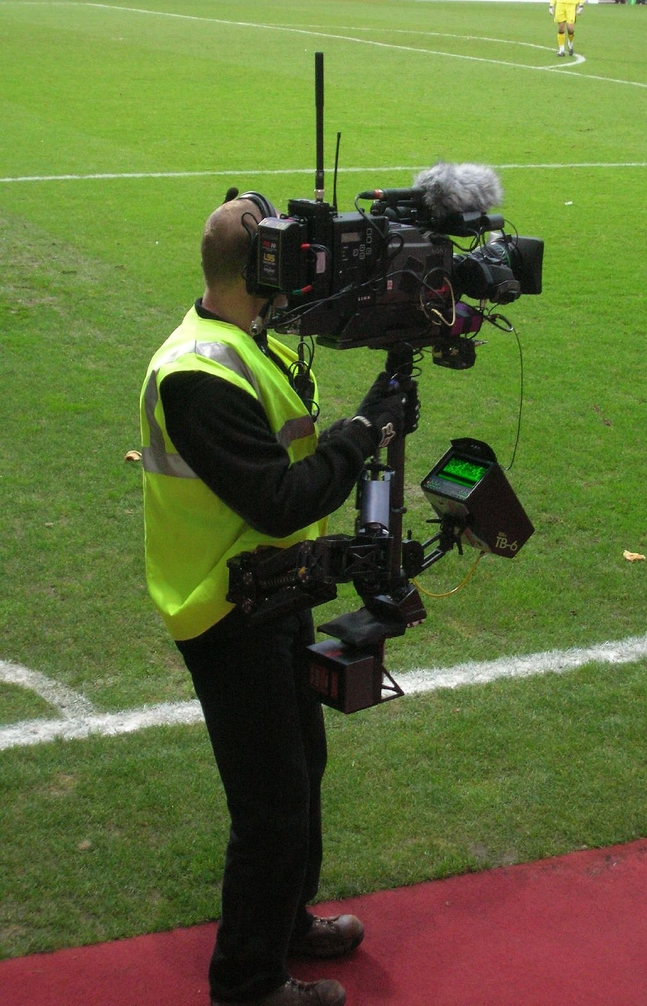